# Oskar Kosche
Oskar Kosche (* 18. August 1967 in Ost-Berlin) ist ein ehemaliger deutscher Fußballspieler.

## Sportliche Laufbahn

### Gemeinschafts-, Club- und Vereinsstationen
Kosche begann das Fußballspielen bei der BSG Turbine Gaswerke Berlin, bevor er sich 1974 das erste Mal dem 1. FC Union Berlin anschloss. Er durchlief zehn Jahre lang die Jugendausbildung der Eisernen, bevor er 1984 zum großen Rivalen BFC Dynamo wechselte. Dort blieb er – unterbrochen durch ein knapp einjähriges Engagement bei der SG Dynamo Fürstenwalde – bis 1992 und rückte in die 1. Männermannschaft in der Elitespielklasse des DDR-Fußballs auf, nachdem er für die BFC-Reserve und die Fürstenwalder in der zweitklassigen Liga erste Einsätze im Republikmaßstab zu verzeichnen hatte.
Im Spieljahr 1989/1990 übernahm Kosche von Bodo Rudwaleit, der zum Jahreswechsel der Wendesaison dann zu Stahl Eisenhüttenstadt wechselte, die Position des Stammtorhüters beim BFC, die er jedoch in der Folgesaison wieder an Ilija Walow verlor.
Danach wechselte er zum FC Sachsen Leipzig, wo ihm mit der Mannschaft in der Saison 1992/1993 zwar die sportliche Qualifikation für die Aufstiegsrunde zur 2. Fußball-Bundesliga gelang, dem Verein jedoch die Lizenz verweigert wurde. Daraufhin ging Kosche zurück nach Berlin zu seinem alten Klub Union, mit dem er in der Folgesaison kurioserweise das gleiche Schicksal wie mit dem FC Sachsen erlebte – auch den sportlich qualifizierten Unionern wurde die Lizenz verweigert. Kosche blieb insgesamt sechs Jahre in Berlin und wurde zum starken Rückhalt sowie Mannschaftskapitän des Teams. Darüber hinaus half er ehrenamtlich in der Geschäftsstelle des Vereins aus, als der Verein finanziell vor dem Ruin stand und seine Angestellten nicht mehr bezahlen konnte.
Jedoch überwarf er sich später mit dem Trainer Fritz Fuchs und wechselte daraufhin zum Lokalrivalen SV Babelsberg 03. In Babelsberg beendete Kosche ein Jahr später seine aktive Spielerlaufbahn und wechselte endgültig ins Management.

### Auswahleinsätze
In der U-21-Nationalelf des DFV bestritt Kosche 13 Länderspiele. Obwohl im Oberligakasten des BFC nur die Nummer 2 hinter Bodo Rudwaleit war er im Tor der DDR-Nachwuchsauswahl Stammkeeper. In der U-21-EM-Qualifikation konnte sich das ostdeutsche Team aber in der Gruppenphase nicht gegen die sowjetische Vertretung beim Kampf um den Viertelfinalplatz durchsetzen.

### Erfolge
- 21 Einsätze in der DDR-Oberliga für den BFC Dynamo / FC Berlin
- Rekordspieler der Fußball-Regionalliga Nordost mit 196 Spielen (für den 1. FC Union Berlin und den SV Babelsberg 03)
- Sachsenpokalsieger 1993 mit dem FC Sachsen Leipzig
- Berliner Pokalsieger 1994 mit dem 1. FC Union Berlin
- Brandenburger Pokalsieger 2000 mit dem SV Babelsberg 03
- Meister der NOFV-Oberliga Nord 1992 mit dem FC Berlin
- Meister der NOFV-Oberliga Süd 1993 mit dem FC Sachsen Leipzig
- Meister der NOFV-Oberliga Mitte 1994 mit dem 1. FC Union Berlin

## Berufliche Laufbahn
Kosche begann in Potsdam seine Laufbahn als Fußballfunktionär. Als Manager beim SV 03 Babelsberg hatte er jedoch nicht viel Erfolg und kündigte im Mai 2003, als der Verein kurz vor der Insolvenz stand. In einem Zweitligaspiel im Januar 2002 saß Kosche als Interimstrainer auf der Babelsberger Bank. Nach seinem dortigen Engagement kam er zurück zum 1. FC Union, diesmal als Leiter der Nachwuchsabteilung. Seit 2006 ist er zudem Geschäftsführer, war darüber hinaus bis 2009 Präsidiumsmitglied des Vereins.